# 120299 Billlynch
120299 Billlynch este un asteroid din centura principală de asteroizi.

## Descriere
120299 Billlynch este un asteroid din centura principală de asteroizi. A fost descoperit pe 9 mai 2004 la Sandlot de Gary Hug. Asteroidul prezintă o orbită caracterizată de o semiaxă mare de 2,32 ua, o excentricitate de 0,13 și o înclinație de 6,7° în raport cu ecliptica.